# Погосян, Гагик Гайкович
Гагик Гайкович Погосян (Хахбакян) (род. 16 марта 1961, Ереван, Армянская ССР, арм. Գագիկ Հայկի Պողոսյան (Խաղբակյան)) — армянский историк, культуролог, арменовед. Офицер в запасе.

## Биография
Родился 16 марта 1961 году в Ереване, Армянская ССР.
В 1978 году окончил ереванскую школу № 55 им. А. П. Чехова.
В 1983 году окончил Ереванский государственный университет.
С 1988 года возглавлял общественную организацию по защите, охране и пропаганде культурно-исторического наследия армянского народа «Хоран» (арм. Խորան). Организовывал и принимал участие в нескольких десятках археологических и исследовательских экспедициях, направленных на выявление и паспортизацию памятников архитектуры, как в Армении, так и за её пределами.
С 2021 г. директор Общественного института политических и социальных исследований Черноморско-Каспийского региона (Ереван) и главный редактор научно-аналитического журнала «Регион и мир».
Участвовал с докладами более чем на четырех десятках международных научных конференциях; автор идей и сценариев полутора десятков научно-популярных фильмов. Автор нескольких монографий и свыше ста восьмидесяти научных и научно-популярных статей и публикаций, посвящённых вопросам истории и архитектуры армянского народа.
См. библио- и фильмография.
Известен его семитомный труд «Армянские памятники архитектуры и топонимики в мире».

## Работы

### Книги
- Նուռնուս. Գիտարշավների նյութեր /1991-92 թթ./: — Եր., Խորան հրատ., 1998. — 36 էջ:
- Культурно-историческое наследние Армении. Нахиджеванский край (Некоторые вопросы истории и архитектуры со времён Ванского царства до XVII в.). — Ереван, 2013. — 354 с. + 3 карты
- Армяне Шамахи в упоминаниях некоторых западноевропейцев. Часть I (XV-XVII вв.). — Ереван, 2013. — 244 с. + карты
- Атлас-каталог «Армянские памятники архитектуры и топонимики в мире». 7 томов.
- Նուռնուսի պատմամշակութային հուշարձանները: 1991, 92, 98 եւ 2004 թթ. գիտարշավների նյութեր: Երկրորդ լրամշակված հրատ.: — Եր.: , 2019. — 68 էջ., 2 գծագիր, 2 տախտակ, 39+15 լուսանկար։ (Նյութեր «Խորան»-ի ուսումնասիրությունների. Պրակ Ա)։
- Ենոքավան գյուղի եւ Սառնաջուր գետահովտի պատմաճարտարապետական հուշարձանները: Գիտարշավների նյութեր: / Գ. Հ. Պողոսյան-Խաղբակյան; Խմբ.՝ Հ. Սիմոնյան. – Եր.: Սևծովյան-Կասպյան տարածաշրջանի քաղաքական և սոցիալական հետազոտությունների հանրային ինստիտուտ, 2024. – 110 էջ, 4 գծագիր, 164 լուս., 1 ներդիր: (Նյութեր «Խորան»-ի ուսումնասիրությունների. Պրակ Բ):

### Статьи
- Тайоц ашхар. Стр. 19-26. // «Византийское наследство», № 4. — Ер. 2002
- Пещерный комплекс Самсар. Стр. 14-17. // «Ոսկե կամար», № 1. — Ер. 2004
- Սամսարի քարանձավային համալիր: Էջեր 129—138: // Շահինյան Ս.Մ., Հայաստանի քարանձավները: Գիրք Ա: — Եր.: 2005
- К изучению следов пребывания армян на Балканах в средние века. Стр. 19-26. // «Византийское наследство», № 7. — Ер. 2006
- Армянские этно-топонимы на Балканах. Стр. 10-14. // «Византийское наследство», № 9. — Ер. 2007
- Кавалеры ордена св. Иоанна Иерусалимского из рода Лазаревых. Стр. 50-52. // Четвертые Лазаревские чтения по истории армян России. — М. 2009
- Портретное искусство, фалеристика и история как взаимодополняющие категории (на примере рода Лазаревых). Стр. 53-55. // Четвертые Лазаревские чтения по истории армян России. — М. 2009
- Лазаревы — кавалеры ордена св. Иоанна Иерусалимского. Стр. 34-39. // Известия Ростовского областного музея краеведения. Выпуск 16. Материалы межрегиональной конференции «Деятельность Иосифа Аргутинского-Долгорукова в контексте геополитики России на Кавказе» (К 230-летию переселения армян на Дон). — Ростов-на-Дону. 2009. — 184 с.
- Նախիջևանի երկրամասը, որպես հայկական մշակութային ժառանգության բաղադրամաս: Էջեր 5-97: // Վերլուծական նյութեր: Թողարկում 4: — Եր.: 2010.
- Нахиджеванский край как компонента культурно-исторического наследия (памятники архитектуры). Стр. 5-94. // Аналитические записки. Выпуск 4. — Ер. 2010.
- К изучению памятников армянской топонимики на Балканах. // Научно-аналитический журнал «Регион и Мир». № 1. — Ер. 2010[1]
- К вопросу о памятниках армянского наследия в Республике Дагестан. // Научно-аналитический журнал «Регион и Мир». № 2. — Ер. 2010[2]
- Наследие джугинцев в Юго-Восточной Азии. Гостиничные комплекс братьев Саркисянов. Стр. 223—225. // Сборник материалов научной конференции посвященной 25-летию клуба морских исследований «Айас». — Ер.: Мугни. 2011. — 348 с. Архивная копия от 4 марта 2016 на Wayback Machine
- Некоторые документы по истории окончательного присоединения Талыша к Российской империи. Стр. 63-72. // «Регион и Мир». № 1. — Ер. 2011[3]
- Памятники армянского наследия на территории России. Республика Дагестан. Стр. 176—193. // «CAUCASICA»: труды Института политических и социальных исследований Черноморско-Каспийского региона; гл. ред. В. А. Захаров. Том 1. — М.: Русская панорама, 2011. — 359 с. Архивная копия от 5 марта 2019 на Wayback Machine
- К вопросу об архитектурных сооружениях на караванных путях Армении. Доклад на международной научной конференции: «Цивилизационный вклад Армении в историю Шелкового Пути». Стр. 38-42. // «Регион и Мир». № 1. — Ер. 2012[4]
- Наградная орденская система Ирана в эпоху правления династии Каджар. // «Iran Nameh». № 44-45. — Ер. 2013
- Нахиджеванский край в составе Ванского царства согласно лапидарным памятникам IX—VII вв. до н. э. // Альманах «НАИРИ». № 6. — Н.Новгород. 2013
- Пещерный комплекс «Самсар» (некоторые вопросы антропогенной архитектуры). // Спелеология и спелестология. Сборник материалов IV Международной научной заочной конференции. — Набережные Челны: НИСПТР, 2013. — 382 с. Архивная копия от 5 марта 2016 на Wayback Machine
- Моральная деградация и духовное оздоровление или несколько слов о новой книге «Доверие и креативный класс: факторы консолидации российского общества». Стр. 106—110. // Научно-аналитический журнал «Регион и Мир». № 1-2. — Ер. 2014[5]
- Отец и сыновья Мгебровы. Стр. 8. // «Мост» ежемесячное научно-популярное приложение к газете «Голос Армении». № 8 (25). — Ер. 25.09.2014[6]
- К изучению роли армян в управлении византийскими экзархатами. // «Регион и Мир». № 1-2. — Ер. 2015[7]
- Лимнонимы Эфиопии, как один из ранних следов пребывания армян. // Тезисы докладов II Международной научной конференции «Культура моря — культура человечества в диалоге цивилизаций». — Ер. 2015. — 70 с.[8]
- О некоторых кораблекрушениях в Каспийском море упомянутых путешественниками побывавшими в Шамахе в XVII в (Доклад на международной научной конференции «КУЛЬТУРА МОРЯ — КУЛЬТУРА ЧЕЛОВЕЧЕСТВА В ДИАЛОГЕ ЦИВИЛИЗАЦИЙ». 21-24 октября 2015 года, Ереван в соавторстве с Багдасарян С. Г.). // Научно-аналитический журнал «Регион и Мир». № 3-4. — Ер. 2015[9]
- Неизвестные страницы истории Частицы древка Ноева ковчега. // Научно-аналитический журнал «Регион и Мир». № 1. — Ер. 2016[10]
- Хроника армянских святынь Иерусалима. // Газета армян России «Еркрамас». — Краснодар, Часть I. — 30.06.2016[11]; Часть II. — 04.07.2016[12]; Часть III. — 08.07.2016[13].
- К атрибуции портретов Ивана Екимовича Лазарева (в картинных галереях Екатеринбурга, Еревана, Калуги и Санкт-Петербурга). // Доклад на XV Уральской родоведческой научно-практической конференции. 25-26 ноября 2016 г. — Екатеринбург.
- Пещерный комплекс «Царакар» (некоторые вопросы антропогенной архитектуры). // Спелеология и спелестология: сборник материалов VII Международной научной заочной конференции. — Набережные Челны: НИСПТР, 2016. — 335 с.[14]
- К изучению памятников армянской архитектуры и топонимики в Эфиопии. // Научно-аналитический журнал «Регион и Мир». Том VII, № 2. — Ер. 2016[15]
- К изучению памятников армянской архитектуры и топонимики в Сербии. // Научно-аналитический журнал «Регион и Мир». Том VIII, № 1. — Ер. 2017[16]
- К атрибуции портретов Христофора Екимовича Лазарева. Стр. 98-108. // НАИРИ. Альманах: Сборник материалов об Армении и армянской диаспоре. Вып. 7. — Н.Новгород, 2017. — 208 с.[17]
- Памятники армянской архитектуры и топонимики на Кипре. // Научно-аналитический журнал «Регион и Мир». Том VIII, № 2. — Ер. 2017[18]
- Армянские мануфактуры контушовых поясов в Речи Посполитой. // Газета армян России «Еркрамас». — Краснодар, 27.07.2017[19]
- Как армяне в Троянской войне участвовали или Далекая и близкая Эфиопия. // // Газета армян России «Еркрамас». — Краснодар, 30.11.2017[20]
- Пещерный комплекс «Мартирос»: некоторые вопросы антропогенной архитектуры. // Спелеология и спелестология. Сборник материалов VIII Международной научной конференции. — Набережные Челны, 2017. — 372 с.[21]
- Памятники армянской архитектуры и топонимики в Индии. // Научно-аналитический журнал «Регион и Мир». Том IX, № 1. — Ер. 2018[22]
- Памятники армянской архитектуры и топонимики в Китае. // Научно-аналитический журнал «Регион и Мир». Том IX, № 2. — Ер. 2018[23]
- Памятники армянской архитектуры и топонимики в Аргентине. // Научно-аналитический журнал «Регион и Мир». Том IX, № 3. — Ер. 2018[24]
- Памятники армянской архитектуры и топонимики в Молдове. // Научно-аналитический журнал «Регион и Мир». Том IX, № 4. — Ер. 2018[16]
- Так чья же долма? // «Мост» ежемесячное научно-популярное приложение к газете «Голос Армении». № 3 (61), — Ер. 31.05.2018[25]
- Некоторые этнодемографические и иные аспекты населения Шамахи. Стр. 118—127. // Сборник научных трудов «Кавказский сборник». Том № 10 (42). / Ин-т политических и социальных исследований Черноморско-Каспийского региона; под ред. В. А. Захарова. — М.: Русская панорама. 2018. — 336 с.[26]
- К вопросу о местах пребывания Частицы древа Ноева ковчега. Стр. 31-43. // Caucaso-Caspica: Труды Института востоковедения Российско-Армянского (Славянского) университета. Выпуск II—III (2017—2018); под редакцией Гарника Асатряна. — Ер.: Изд-во РАУ, 2018. — 342 с.[27]
- Памятники армянского наследия в Республиках РФ: Северная Осетия-Алания, Ингушетия и Чечня. Стр. 261—264. // VI Всероссийские Миллеровские чтения. — Владикавказ. 2018. № 6.[28]
- Пещерный комплекс «Дере-ванк». Стр. 271—278. // Спелеология и спелестология. Сборник материалов IX Международной научной конференции. — Набережные Челны: НГПУ, 2018. — 404 с.
- Памятники армянской архитектуры и топонимики в Казахстане. // Научно-аналитический журнал «Регион и Мир». Том X, № 1. — Ер. 2019[29]
- Памятники армянской архитектуры и топонимики в Бангладеш. // Научно-аналитический журнал «Регион и Мир». Том X, № 2. — Ер. 2019[30]
- Памятники армянской архитектуры и топонимики в Австралии и Новой Зеландии. // Научно-аналитический журнал «Регион и Мир». Том X, № 3. — Ер. 2019[31]
- Памятники армянской архитектуры и топонимики в Республиках Средней Азии. Узбекистан, Туркменистан, Кыргызстан. // Научно-аналитический журнал «Регион и Мир». Том X, № 5. — Ер. 2019[32]
- Памятники армянской архитектуры и топонимики в странах Юго-Восточной Азии. Малайзия, Сингапур, Индонезия, Филиппины. Стр. 49-61. // Научно-аналитический журнал «Регион и Мир». Том X, № 6. — Ер. 2019
- Памятники армянской архитектуры и топонимики в Мьянме. Стр. 128—137. // Научно-аналитический журнал «Регион и Мир». Том X, № 7. — Ер. 2019
- Пещерный комплекс «Сурб Ншан» в Квахврели (некоторые вопросы антропогенной архитектуры). Стр. 156—165. // Спелеология и спелестология: материалы X Международной научной конференции. — Набережные Челны: НГПУ, 2019. — 358 с.
- Зарисовка об одной из ветвей армянского дворянского рода Мгебровых. Стр. 13-24. // Научно-исследовательский историко-генеалогический альманах «Бекский дом». № 27. — М.: Изд. «Бекский дом». 2020
- Памятники армянской архитектуры и топонимики в странах Южной Азии. Афганистан, Пакистан. Стр. 62-69. // Научно-аналитический журнал «Регион и Мир». Том XI, № 1. — Ер. 2020
- Памятники армянской архитектуры и топонимики в странах Юго-Восточной и Восточной Азии. Вьетнам, Таиланд, Япония. Стр. 82-88. // Научно-аналитический журнал «Регион и Мир». Том XI, № 1. — Ер. 2020
- Памятники армянской архитектуры и топонимики в странах Юго-Западной Азии.  ОАЭ, Кувейт, Ирак и Иордания. Стр. 76-112. // Научно-аналитический журнал «Регион и Мир». Том XI, № 2. — Ер. 2020
- Памятники армянской архитектуры и топонимики в Ливане. Стр. 52-99. // Научно-аналитический журнал «Регион и Мир». Том XI, № 3. — Ер. 2020
- Памятники армянской архитектуры и топонимики в Уругвае. Стр. 55-61. // Научно-аналитический журнал «Регион и Мир». Том XI, № 4. — Ер. 2020
- Памятники армянской архитектуры и топонимики в Израиле и Палестине. Стр. 76-127. // Научно-аналитический журнал «Регион и Мир». Том XI, № 5. — Ер. 2020
- Памятники армянской топонимики в некоторых странах Центральной и Южной Америки. Стр. 66-76. // Научно-аналитический журнал «Регион и Мир». Том XI, № 6. — Ер. 2020
- Памятники армянской архитектуры и топонимики в некоторых странах Южной Америки. Чили, Венесуэла. Стр. 76-81. // Научно-аналитический журнал «Регион и Мир». Том XI, № 6. — Ер. 2020
- Памятники армянской архитектуры и топонимики в Сирии. Стр. 58-115. // Научно-аналитический журнал «Регион и Мир». Том XII, № 1. — Ер. 2021
- Памятники армянской архитектуры и топонимики в Канаде. Стр. 60-76. // Научно-аналитический журнал «Регион и Мир». Том XII, № 2. — Ер. 2021
- Памятники армянской архитектуры и топонимики в Мексике. Стр. 77-78. // Научно-аналитический журнал «Регион и Мир». Том XII, № 2. — Ер. 2021
- Памятники армянской архитектуры и топонимики в Бразилии. Стр. 70-84. // Научно-аналитический журнал «Регион и Мир». Том XII, № 3. — Ер. 2021
- Памятники армянской архитектуры и топонимики в Бельгии. Стр. 77-88. // Научно-аналитический журнал «Регион и Мир». Том XII, № 4. — Ер. 2021
- Памятники армянской архитектуры и топонимики в Нидерландах. Стр. 34-53. // Научно-аналитический журнал «Регион и Мир». Том XII, № 5. — Ер. 2021
- Памятники армянской архитектуры и топонимики в странах Северной Европы. Стр. 50-62. // Научно-аналитический журнал «Регион и Мир». Том XII, № 6. — Ер. 2021
- Памятники армянской архитектуры и топонимики в странах Прибалтики. Эстония, Латвия, Литва. Стр. 50-66. // Научно-аналитический журнал «Регион и Мир». Том XIII, № 1. — Ер. 2022. — EDN: PTZCKG
- Памятники армянской архитектуры и топонимики в странах Центральной Европы. Чехия, Словакия, Австрия. Стр. 49-74. // Научно-аналитический журнал «Регион и Мир». Том XIII, № 2. — Ер. 2022.
- Памятники армянской архитектуры и топонимики в Германии. Стр. 53-86. // Научно-аналитический журнал «Регион и Мир». Том XIII, № 3. — Ер. 2022.
- Памятники армянской архитектуры и топонимики в Венгрии. Стр. 49-85. // Научно-аналитический журнал «Регион и Мир». Том XIII, № 4. — Ер. 2022.
- Памятники армянской архитектуры и топонимики в Швейцарии. Стр. 86-93. // Научно-аналитический журнал «Регион и Мир». Том XIII, № 4. — Ер. 2022.
- Пещерный культовый комплекс «Кронк». Стр. 97-103. // Международный научный журнал «СПЕЛЕОЛОГИЯ И СПЕЛЕСТОЛОГИЯ». №2(5), 2022.
- Памятники армянской архитектуры и топонимики в Беларуси. Стр. 56-68. // Научно-аналитический журнал «Регион и Мир». Том XIII, № 5. — Ер. 2022.
- Армянe – драгоманы Речи Посполитой. Стр. 56-70. // Научно-аналитический журнал «Регион и Мир». Том XIII, № 6. — Ер. 2022.
- Необычная находка в Сергиевом Посаде или Хачкар-путешественник из Арцаха. Стр. 4. // «Наше дело – Մեր գործը» газета благотворительного фонда «Наше дело», թիվ 6, 28 դեկտեմբերի / № 6, 28 декабря 2022 г.
- Памятники армянской архитектуры и топонимики в Польше. Стр. 55-112. // Научно-аналитический журнал «Регион и Мир». Том XIV, № 1 (44). — Ер. 2023.
- Памятники армянской архитектуры и топонимики в странах Восточной Адриатики: Албания, Черногория, Босния и Герцеговина, Хорватия, Словения. Стр. 69-84. // Научно-аналитический журнал «Регион и Мир». Том XIV, № 2 (45). — Ер. 2023
- Памятники армянской архитектуры и топонимики в Болгарии. Стр. 53-107 // Научно-аналитический журнал «Регион и Мир». Том XIV, № 3 (46). — Ер. 2023
- К вопросу уточнения времени пребывания Святого Богопронзившего копья в монастыре Гегард // Христианство на Ближнем Востоке. 2023. Т. 7. № 2. С. 100–118
- Памятники армянской архитектуры и топонимики в Сев. Македонии. Стр. 81-86. // Научно-аналитический журнал «Регион и Мир». Том XIV, № 4 (47). — Ер. 2023
- Памятники армянской архитектуры и топонимики в Греции. Стр. 43-80. // Научно-аналитический журнал «Регион и Мир». Том XIV, № 4 (47). — Ер. 2023
- Памятники армянской архитектуры и топонимики стран Пирeнейского полуострова: Испания, Португалия, Андорра. Стр. 42-81. // Научно-аналитический журнал «Регион и Мир». Том XIV, № 5 (48). — Ер. 2023
- Памятники армянской архитектуры и топонимики Мальты. Стр. 63-67. // Научно-аналитический журнал «Регион и Мир». Том XIV, № 6 (49). — Ер. 2023
- Драгоманы-армяне Речи Посполитой в Персии. Стр. 48-61. // Сборник материалов международной научной конференции «От Балтики до Чёрного моря: армяне в культурных, экономических и политических процессах»: материалы междунар. науч. конф. (Ереван, 15–18 октября 2018 г.) / сост. и отв. ред. Т. Саргсян; Фонд развития и поддержки арменоведческих исследований «АНИВ». – Москва: ИД «Арк Медиа», 2023. – 436 с.
- Памятники армянской архитектуры и топонимики Италии. Стр. 20-69. // Научно-аналитический журнал «Регион и Мир». Том XV, № 1 (50). — Ер. 2024
- Памятники армянской архитектуры и топонимики Италии. Часть 2. Стр. 39-81 // Научно-аналитический журнал «Регион и Мир». Том XV, № 2 (51). — Ер. 2024
- Памятники армянской архитектуры и топонимики Ватикана. Стр. 82-91 // Научно-аналитический журнал «Регион и Мир». Том XV, № 2 (51). — Ер. 2024
- Памятники армянской архитектуры и топонимики Великобритании. Стр. 38-62 // Научно-аналитический журнал «Регион и Мир». Том XV, № 3 (52). — Ер. 2024
- Памятники армянской архитектуры и топонимики Ирландии. Стр. 63-65 // Научно-аналитический журнал «Регион и Мир». Том XV, № 3 (52). — Ер. 2024
- Памятники армянской архитектуры и топонимики США. Часть 1 (северо-восточные штаты). Стр. 90-131 // Научно-аналитический журнал «Регион и Мир». Том XV, № 4 (53). — Ер. 2024
- Памятники армянской архитектуры и топонимики США. Часть 2. Стр. 70-102 // Научно-аналитический журнал «Регион и Мир». Том XV, № 5 (54). — Ер. 2024
- Памятники армянской архитектуры и топонимики США. Часть 3. Стр. 93-135 // Научно-аналитический журнал «Регион и Мир». Том XV, № 6 (55). — Ер. 2024
- Памятники армянской архитектуры и топонимики в Румынии. Часть 1. Стр. 69-108 // Научно-аналитический журнал «Регион и Мир». Том XVI, № 1 (56). — Ер. 2025
- Памятники армянской архитектуры и топонимики в Румынии. Часть 2. Стр. 90-136 // Научно-аналитический журнал «Регион и Мир». Том XVI, № 2 (57). — Ер. 2025

### Доклады
- Վրաստանի հայկական հուշարձանները: // Միջազգային գիտաժոզով՝ Արտերկրի հայկական պատմամշակութային ժառանգության ուսումնասիրման եւ պահպանման խնդիրները. — Եր.: 21-24.05.1999: The Armenian Monuments in Georgia. // International Conference. The problems of study and protection of Armenian historical and cultural monuments abroad. — Yerevan. 21-24 may 1999
- Роль армянской общины в формировании архитектурного облика Тифлиса XIX в. // Доклад на международной конференции: «Тифлис XIX века». 10-13.06.2002. The role of the Armenian community in the formation of the architectural background of the XIX century . pp. 57–61. // International Conference. «in the XIX century». Abstracts. — . 2002. — 71 p.
- Армянские культурно-исторические памятники духовно-образовательной сферы в Тифлисе XIX в. // Доклад на международной конференции: «Тифлис XIX века». 25-29.06.2003. Armenian cultural and historical monuments of the spiritual and educational sphere in Tiflis in the XIX century. // Convegno Internazionale. «La Tiflis dell’Ottocento: Storia e Cultura». Università Ca’ Foscari Venezia. Dipartimento di Studi Eurasiatici. Abstracts. — Venezia. 2003
- Տայոց աշխար: Էջ 30: // ՀՀ ԳԱԱ Պատմության ինստիտուտ, կոնֆերանս` «Հայոց հին պատմության հիմնահարցեր»: 13-15.11.2003. — Եր.: 2003
- Cave Complex Samsar. Vol 1 pp. 24. Vol 2 pp. 692–697. // Proceedings of the 14th International Congress of Speleology. — Athens. 2005.
- Роль Ирана в регионе в свете отношения к культурно-историческим памятникам армянского народа. Стр. 79. // International Seminar: «Armenia 2010. Previous Activities & Future Prospects». Abstracts. — Tehran: Caucasus Studies Institute. 2010 Архивная копия от 4 марта 2016 на Wayback Machine
- Роль джульфинских армян во взаимотношениях России и Персии в XVII в. // Доклад на международном экспертном совещании: «Россия — Армения — Иран: перспективы укрепления стратегического партнёрства». — Ер.: Институт политических исследований. 2010
- К вопросу об архитектурных сооружениях на караванных путях Армении. // Доклад на международной научной конференции: «Цивилизационный вклад Армении в историю Шелкового Пути». — Ер.: НАН РА, Институт Истории. 2011.
- К вопросу об этническом составе Шамахи (по западноевропейским источникам XV—XVII вв.). Стр. 188—196. // Проблеми джерелознавства, iсторiографiï та iсторiï Сходу: матерiали Мiжнар. наук. конф., присвяченоï 90-рiччу з дня народження проф. Вольфа Менделевича Бейлiса (1923—2001 рр.) (15-16 трав. 2013 р., м. Луганськ) / пiд ред. М. С. Бурьяна. — Луганськ: Вид-во ДЗ «ЛНУ iм. Тараса Шевченка», 2013. — 262 с.
- Западноевропейские источники XV—XVII вв. об этническом составе Шамахи. Стр. 88-89. // Локальное наследие и глобальная перспектива. «Традиционализм» и «революционализм» на Востоке. XXVII Международная научная конференция по источниковедению и историографии стран Азии и Африки, 24-26 апреля 2013 г.: Тезисы докладов / Отв. ред. Н. Н. Дьяков, А. С. Матвеев. — СПб: ВФ СПбГУ, 2013. — 432 с.
- Этноландшафт Шамахи согласно материалам XV—XVII вв. отражающим региональную политику европейских держав. // Доклад на международной научной конференции «Зарубежное регионоведение: проблемы теории и практики». — Н.Новгород. 2014
- К вопросу об армянских памятниках архитектуры и топонимики в местах проживания армян и татов в Южном Дагестане. // Доклад на I-ой международной научной конференции по татоведению. — Ер. 2014
- Дополнение Кемпфера к традиции об Акопе Мцбнеци и армянском храме Шамахи. Стр. 96-97. (в соавторстве с Багдасарян С. Г.), К изучению страны Да(й)аэни-Диау(э)хи по ассирийско-биайнским источникам. Стр. 103—104. // XXVIII Международная научная конференция по источниковедению и историографии стран Азии и Африки «Азия и Африка в меняющемся мире». 22-24 апреля 2015 г.: Тезисы докладов / Отв. ред. Н. Н. Дьяков, А. С. Матвеев. — СПб.: ВФ СПбГУ, 2015. — 556 с. Архивная копия от 17 сентября 2016 на Wayback Machine
- Мгебров Владимир Авельевич (1886—1915). Стр. 138—141. // Доклад на международной научной конференции «Великая война 1914—1917 гг. и Кавказ». — Махачкала. 2015[33]
- Underground anthropogenic landscape in the Armenian Highland: from the Late Stone Age to the Middle Ages. Shahinyan Samvel, Davtyan Smbat, Pogr(h)osyan Gac(g)ik. pp. 208–210. // Hypogea 2015 — Proceedings of International Congress of Speleology in Artificial Cavities. — Rome, March 11/17 2015
- Этноландшафт Шамахи согласно материалам XV—XVII вв., отражающим региональную политику европейских держав. // Зарубежное регионоведение: проблемы теории и практики: материалы VII Международной научной конференции; сб. ст. — Н. Новгород: ННГУ им. Н. И. Лобачевского, 2015. — 212 с.[34]
- К атрибуции портретов Ивана Екимовича Лазарева (в картинных галереях Екатеринбурга, Еревана, Калуги и Санкт-Петербурга). // Доклад на XV Уральской родоведческой научно-практической конференции. 25-26 ноября 2016 г. — Екатеринбург.
- Армянский храм Шамахи как промежуточное местонахождение Частицы древа Ноева ковчега. // Доклад на второй научной конференции «Источниковедение и историография стран Ближнего и Среднего Востока. Памяти В. Ф. Минорского (1877—1966)». Институт восточных рукописей (Азиатский Музей) РАН. — СПб. 18 декабря 2017 г.[35]
- Сведения российских путешественников об этноландшафте Шамахи в XV—XVIII вв. // Доклад на второй научной конференции «Традиции российского кавказоведения» Институт восточных рукописей (Азиатский Музей) РАН. — СПб. 20 декабря 2017 г.
- Армянские памятники архитектуры и топонимики на Северном Кавказе (Республики Северная Осетия-Алания, Ингушетия и Чечня). Стр. 35-36. // International Conference. «Anatolia-the Caucasus-Iran: Ethnic and Linguistic Contacts (ACIC)». Institute of Oriental Studies Russian-Armenian University, Yerevan, Armenia in cooperation with the Institute of Empirical Linguistics Goethe University of Frankfurt am Main, Germany Abstracts. — Yerevan. 2018
- К вопросу атрибутировки некоторых портретов представителей армянских родов XVIII—XIX вв. в музеях России. Стр. 158—161. // Армяне Юга России: история, культура, общее будущее: материалы III Международной научной конференции (г. Ростов-на-Дону, 30-31 мая 2018 г.) / [отв. ред. акад. Г. Г. Матишов]. — Ростов н/Д: Изд-во ЮНЦ РАН, 2018. — 222 с.[36]
- Страна Да(й)аэни-Диау(э)хи по ассирийско-биайнским источникам (XII-IX вв. до н.э.). // III Конференция памяти В. А. Якобсона «Общество и культура Древнего Востока». — СПб.
- Гевонд Алишан, западноевропейские и российские путешественники о столице Ширвана Шамахе. // Международная научная конференция «Великие армянские просветители Мкртич Хримян и Гевонд Алишан — к 200-летию со дня рождения». — СПб. 04.2021.03.2019
- Памятники армянского наследия в Чеченской Республике. Стр. 289—295. // АРМЯНЕ ЮГА РОССИИ: ИСТОРИЯ, КУЛЬТУРА, ОБЩЕЕ БУДУЩЕЕ: Материалы IV Международной научной конференции (г. Ростов-на-Дону, 28—29 сентября 2021 г.). — Ростов-на-Дону: издательство ЮФУ. — 466 с.
- Քաշաթաղի Քրոնից վանք՝ անտրոպոգեն քարանձավային համալիր։ // Միջազգային գիտաժոզով՝ «Կրթամշակութային կյանքը Արցախում»։  — Ստեփանակերտ։ 03.2022
- Чиновники армянского происхождения на территории белорусских губерний. // Международная научная конференция «Беларусь – Армения: страницы истории». — Минск. 18-19 апреля 2024 г.
- Памятники армянского наследия на Северном Кавказе. Моздок. Стр.179-183, 261-267. // Армяне России: история, культура, общее будущее: материалы V Международной научной конференции (Ростов-на-Дону, 12 -13 ноября 2024 г.). – Ростов-на-Дону, Таганрог: издательство Южного федерального университета, 2024. – 268 с.
- К вопросу о фресках армянских святых в Русских православных церквях. // Международная научная конференция «Россия – Армения: диалог культур». —  Москва. 18-19 апреля 2025 г.

### Фильмы
- Оганнаванк Архивная копия от 10 августа 2017 на Wayback Machine (2000 г., 13 мин., на арм. яз.). Автор идеи и сценария Г. Погосян, режиссёр А. Шахбазян, оператор Т. Степанян, продюсер В. Арутюнян;
- Сагмосаванк (2000 г., 13 мин., на арм. яз.). Автор идеи и сценария Г. Погосян, режиссёр А. Шахбазян, оператор Т. Степанян, продюсер В. Арутюнян;
- Пути Архивная копия от 19 сентября 2016 на Wayback Machine (2000 г., 25 мин.). Идея фильма и сценария Г. Погосян, режиссёр А. Шахбазян, оператор Т. Степанян, продюсер В. Арутюнян;
- Судьба (2001 г., 10 45 мин.). Автор идеи и сценария Г. Погосян, режиссёр и оператор Т. Степанян, продюсер В. Арутюнян, музыка В. Арцруни.

## Награды
СССР, ДРА, ИРИ, РФ